# Бичок скельний
Бичок скельний, бичок-паганель (Gobius paganellus) — дрібна прибережна риба, що мешкає в Атлантичних водах від Шотландії до Сенегалу. Також відзначений у Середземному і Чорному морях. Як вселенець відзначений в Червоному морі і Ейлатській затоці. Відзначався біля Пуент-Нуар в Конго.

## Характеристика

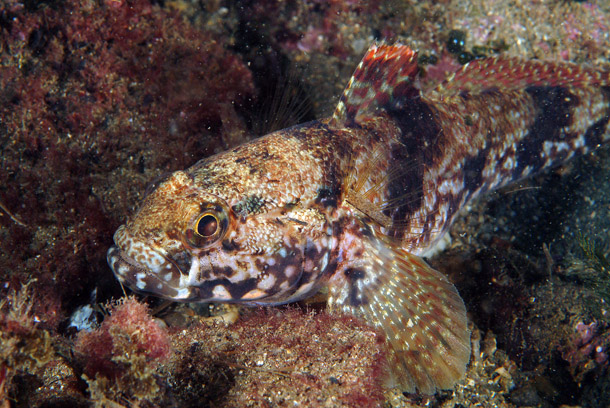
Голова бичка скельного

Чорний з білими плямами, самці значно чорнішають, коли охороняють ікру. Існує бліда смуга у верхній частині першого спинного плавця. Виростає до 12 см в довжину.

## Місця помешкання
Мешкає переважно на кам'янистих ділянках узбережжя з низьким впливом припливів. Зазвичай на глибині від 3 до 15 м.

## Живлення
Живиться дрібними крабами і амфіподами, поліхетами, личинками і дрібними рибами. Молодь живиться копеподами (Calanus) і водяними кліщами.

## Розмноження
Розмножується весною. Гнізда на каміннях в заростях макрофітів. Відкладає до 7000 ікринок, ікра (близько 2,5 мм розміром) лежить на одному боку, охороняється самцем. Личинки викльовуються через 19 днів.

## Походження назви виду
Досить поширеною у науковій літературі є назва: бичок паганелюс, бичок паганель. У обох варіантах видове означення є різної форми транслітерацією з латині, в українські мові не несе жодної інформації. Наукова назва виду paganellus походить від латинського лат. paganus — сільський, простий, поганський, закінчення -ellus позначає зменшувальний характер риси. Інша назва, бичок скельний, є перекладом із англійської назви цього виду — Rock goby — відображує його екологію, перебування переважно на скелястих ділянках.